# Čornyj Potik (okres Chust)
Čornyj Potik, česky také Černý Potok nebo Kanižpotok, ukrajinsky Чорний Потік, maďarsky Kenézpatak, je obec v Iršavské městské komunitě (hromadě), v okrese Chust v Zakarpatské oblasti Ukrajiny. Sousedí s vesnicí Krajnja Martynka (ukrajinsky Крайня Мартинка). V roce 2001 zde žilo 1013 obyvatel.

## Historie
První písemná zmínka o této vsi pochází z roku 1600. Do uzavření Trianonské smlouvy byla ves součástí Uherska, poté byla (pod názvem Kanižpotok nebo také Černý potok) součástí Československa. Od 15. dubna 1939 byla obec součástí samostatného státu Karpatská Ukrajina; za několik dní potom bylo Zakarpatí obsazeno maďarskými vojsky. Kvůli účasti obyvatel této vsi v partyzánském hnutí byla v roce 1944 vypálena velká část vesnice. Od roku 1945 byla ves součástí Ukrajinské sovětské socialistické republiky, která byla součástí SSSR. Od roku 1991 je součástí nezávislé Ukrajiny.